# Haplochromis labiatus
Haplochromis labiatus es una especie de peces de la familia Cichlidae en el orden de los Perciformes.

## Morfología
Los machos pueden llegar alcanzar los 10,9 cm de longitud total.

## Distribución geográfica
Se encuentra en los  lagos Edward y  George (África).